# Großer trotzkistischer Rat
Der Große trotzkistische Rat, tschechisch Velká trockistická rada, war ein Konstrukt der tschechoslowakischen Geheimpolizei Státní bezpečnost mit dem Ziel, einen politischen Schauprozess gegen angebliche Trotzkisten zu inszenieren. Der Prozess fand 1954 statt.

## Hintergründe
Unter den zahlreichen und wechselnden Anschuldigungen, die während der Schauprozesse in der Tschechoslowakei konstruiert wurden („bürgerlicher Nationalismus“, „staatsfeindliche Verschwörung“, „Titoismus“ usw.), spielte eine wichtige Rolle auch der Trotzkismus. Er gehörte zu den üblichen Beschuldigungen für meist kommunistische Funktionäre, die des Verrats bezichtigt werden sollten. Der Trotzkismus galt automatisch als feindliche Straftat, die gegen den Sozialismus und die Sowjetunion gerichtet ist.
Der Trotzkismus tauchte auch im Prozess gegen Milada Horáková und Rudolf Slánský auf, größere reine Trotzkisten-Prozesse gab es jedoch nur zwei. Neben dem Prozess gegen Záviš Kalandra und 12 weitere Mitangeklagte (Juni 1950) ist besonders der Prozess gegen den sogenannten „Großen trotzkistischen Rat“ bekannt geworden; einige weitere Personen, die des Trotzkismus und Verrats beschuldigt wurden, sind einzeln vor Gericht gestellt worden.
Der Prozess mit dem sogenannten „Großen trotzkistischen Rat“ war insofern nur eine weitere Abrechnung mit politischen und ideologischen Gegnern.

## Die Gruppe
Bei dem sogenannten „Großen trotzkistischen Rat“ handelte sich um eine informelle Gruppe linksorientierter tschechischer Intellektueller. Ein großer Teil der Beschuldigten waren während der Zeit des Protektorats aktive Widerstandskämpfer gegen die deutsche Besatzungsmacht, die sich unter anderem in der linksorientierten Widerstandsgruppe Předvoj engagierten, und einige, wie Oldřich Černý, wegen Widerstandstätigkeit einige Jahre in Konzentrationslagern verbracht haben. Einige von ihnen traten zudem vor dem Zweiten Weltkrieg in Erscheinung als Kritiker der Prozesse gegen Trotzkisten in der Sowjetunion, unter anderem die sogenannten Moskauer Prozesse  1936–1938. Dadurch gerieten sie nach der kommunistischen Machtergreifung 1948 in der Tschechoslowakei in eine Liste sogenannter trotzkistischer Elemente, die im Sekretariat der Tschechoslowakischen Kommunistischen Partei und später in der Kommission für Parteikontrolle (KSK) geführt wurde.
Sie trafen sich gelegentlich zu allgemeinen Diskussionen über politische Themen und nannten sich selber – mehr oder weniger aus Spaß – der „große Rat“. Wie später selbst einer der Ermittler, Bohumil Doubek, berichtete, haben die Verhöre keine Hinweise auf illegale, fraktionelle oder feindlich gesinnte Absichten ergeben.
Unter ihnen befanden sich einige Ökonomen, die alternative Pläne für die Entwicklung der tschechoslowakischen Wirtschaft diskutierten, die insbesondere als eine Alternative zu der von den Kommunisten bevorzugten stalinistischen Umbau der Ökonomie verstanden wurden. Sie befürworteten beispielsweise, die damals von Kriegsereignissen nicht betroffene Automobilfabrik Škoda in Mladá Boleslav mit Hilfe des US-amerikanischen Kapitals und Technologie rasch auszubauen und Automobile für ganz Europa zu liefern, die sudetendeutschen Fachkräfte nicht abzuschieben, sondern für den raschen Wiederaufbau von Basisindustrien wie Bergbau, Hüttenwesen, Chemie und anderen zu nutzen – alles Vorhaben, die Stalins Plänen für die politische und ökonomische Umgestaltung der Tschechoslowakei widersprachen.

## Prozess
Am 21. Dezember 1953 entschied die Kommission für Parteikontrolle, die Gruppe des Trotzkismus zu bezichtigen und konstruierte eine neue Bezeichnung für die Gruppe, die ab sofort "Großer trotzkistischer Rat" heißen sollte; dieses Gremium genehmigte zugleich auch den Wortlaut der Anklage und die Höhe der später verhängten Strafen.
Der Prozess, der auch unter dem Kennzeichen "Dr. Václav Vlk, Prof. P. Hrubý, Ing. O. Černý u.a." geführt wurde, fand vom 23. Februar bis 25. Februar 1954 statt, die Verurteilten wurden zum mehrjährigen Freiheitsentzug verurteilt, gleichzeitig wurde ihre Habe konfisziert und ihnen die Bürgerrechte für 70 Jahre entzogen. Im Einzelnen wurden folgende Urteile gefällt:
- František Novák, 8 Jahre
- Stanislav Pluhař, 10 Jahre
- František Roušar, 10 Jahre
- Bohumil Holátko, 14 Jahre
- Václav Vlk, 15 Jahre
- Pavel Hrubý, 18 Jahre
- Oldřich Černý, 20 Jahre

Eine durch die Partei eingesetzte Kommission, welche die Rechtmäßigkeit des Prozesses überprüfen sollte, hat 1955 in ihrem Abschlussbericht empfohlen, die Urteile nicht zu verändern. Das Zentralkomitee der Kommunistischen Partei hat das Ergebnis angenommen und zusätzlich Ermittlungen gegen weitere zwei Personen, Kálal und Dvořák, angeordnet, die an den Sitzungen des sog. Rates ebenfalls teilnahmen, aber noch nicht verurteilt wurden. Die Verurteilten wurden teilweise in den 1960er Jahren rehabilitiert, alle dann nach 1989, teils weil es sich um eine gezielte Manipulation seitens der Geheimpolizei, teils weil es sich um einen Widerstand gegen das kommunistische Regime gehandelt habe.